# Памятник Барклаю-де-Толли (Рига)
Памятник Барклаю-де-Толли ( латыш. Barklaja de Tolli piemineklis) — бывший скульптурный монумент российскому полководцу, военному министру Михаилу Богдановичу Барклаю-де-Толли, который был установлен в Риге в 1913 году по случаю столетия с даты окончания войны с армией Наполеона Бонапарта. Автором скульптуры был немецкий медальер и скульптор Вильгельм Вандшнайдер. В период Первой мировой войны памятник был утерян. В 2002 году была установлена копия памятника, где оригинальная скульптура была заменена на реплику под авторством петербургского скульптора Алексея Мурзина. 31 октября 2024 года статуя (простоявшая 22 года) и постамент (простоявший 111 лет) были демонтированы.

## Создание памятника
Решение о создании и установлении памятника на территории Эспланады было принято Рижской думой (градоначальник Джордж Армитстед). На работы по увековечению памяти Барклая-де-Толли муниципальные власти выделили 25 000 рублей; такая же сумма была собрана в качестве народных пожертвований. Рижская городская дума опубликовала специальный доклад, в котором привела историческое обоснование установке памятника в Риге.
Особую значимость памятнику придавал факт исторической и генетической связи прославленного генерал-фельдмаршала с Ригой и Лифляндией. Например, двоюродный брат Михаила, Август, занимал должность городского советника при Большой гильдии, а по прошествии некоторого времени получил пост бургомистра и принимал активное участие в деятельности Рижского рата. Дед Михаила Барклая-де-Толли, Вильгельм, также занимал должность юриста при магистрате — его герб помещён в музейную экспозицию рижской церкви Святого Петра. Отец, Богдан Барклай-де-Толли, родившийся на территории Лифляндии, «приобрёл дворянское достоинство чином офицерским». Сам Михаил Богданович Барклай-де-Толли несколько раз упоминал в письменных источниках, что родом из Риги, хотя и сегодня сведения о точном месте рождения полководца разнятся.
На конкурс было представлено 43 проекта различных авторов из Петербурга, Москвы, Парижа, Риги и ряда городов Германии. Таким образом, конкурс на лучший проект приобрёл международный характер, а будущему памятнику придавалось большое историческое значение. Комиссию по оценке предложенных проектов возглавлял главный городской архитектор Рейнгольд Шмелинг.

Члены жюри единогласно присудили победу берлинскому скульптору Вильгельму Вандшнайдеру, который предложил скульптурную композицию с изображением военного деятеля с задумчивым лицом, с выражением достоинства и благородства. Автор предложил три варианта проекта, и в итоге получил денежную премию, а также разрешение на начало скульптурных работ. Затем проект был отправлен на экспертизу в Санкт-Петербургскую Академию художеств, где прошло академическое обсуждение будущего памятника, по итогам которого были предложены некоторые коррективы в первоначальный замысел. Например, эксперты сочли необходимым поменять меч, который должен был находиться в руках у Барклая-де-Толли (символ военных действий, сражения, противостояния), на жезл (эмблему мира, процветания, гражданской власти). Михаил Барклай-де-Толли одет в военный гражданский костюм, он «глядит мужественно и просто вперёд» (газета «Рижская мысль»). В публикациях по поводу проекта памятной композиции отмечается, что автор сумел придать скульптуре ощущение благородства и величия, в то же время композиция не лишена правдивости и естественности.

Восстановленный памятник Барклаю-де-Толли. Фото 2016 г.

9 сентября 1912 года состоялась официальная церемония закладки памятника, которая была приурочена к торжествам по поводу юбилея Отечественной войны 1812 года. В мероприятии приняли участие представители военной и гражданской администрации города, члены различных культурно-общественных организаций, а также широкие массы населения Риги.
Памятник был открыт 13 октября 1913 года. Военный деятель представлен во весь рост, с фельдмаршальским жезлом в правой руке; на голове у него треуголка с султаном, которая как будто немного надвинута на глаза, что придаёт лицу полководца выражение величественности. Постамент был изготовлен в Финляндии, а сама бронзовая скульптура была отлита в Германии.
Существовала легенда о том, что в основание памятника была заложена памятная капсула с посланием потомкам, со словами благодарности русским солдатам, однако при реконструкции постамента в 2002 году капсулы обнаружено не было.

## Эвакуация в 1915 году
Памятник простоял до начала военных действий Первой мировой войны, когда по решению военных ведомств Прибалтийского края началась масштабная эвакуация памятников культуры, заводских предприятий, школ и высших учебных заведений в связи с наступлением кайзеровской армии на территории Лифляндской губернии. В июле 1915 года по принятому решению бронзовая статуя была вывезена из Риги. В дальнейшем её планировалось поместить на Интендантский склад в Москве, где должны были храниться эвакуированные художественные ценности.
Известно, что памятник Барклаю-де-Толли был вывезен по железной дороге, однако сведений о том, что он добрался до Интендантского склада, найти не удалось. Скульптура безвозвратно затерялась либо во время войны, либо уже после Октябрьской революции.

## Восстановление памятника в 2001 году
В 2001 году предприниматель Евгений Гомберг решил установить точную копию памятника Барклаю-де-Толли на собственные средства. В Музее истории Риги и мореходства (в закрытом фонде) сохранился небольшой гипсовый макет авторской работы, что существенно облегчило задачу по восстановлению бронзовой скульптуры, поскольку на макете отображались мельчайшие детали внешнего вида. Однако копия намеренно несколько отличается от известного по фотографиям оригинала, представляющего полководца в конце жизни. «Все памятники Барклаю, а их, кажется, одиннадцать, изображают его в преклонном возрасте, хотя он прожил 56,5 лет, — отмечает Евгений Гомберг. — Мы решили его омолодить, в конце концов, не всю жизнь он был пожилым, первую боевую награду получил за штурм Очакова в 28 лет».
Настроение нового монумента отражает письмо Барклая, написанное в ночь 22 сентября 1812 г., перед вынужденным отъездом из армии. «Настоящее против меня, и я принужден покориться. Настанет время хладнокровного обсуждения всего случившегося — и это время отдаст мне должное. Я ввел колесницу на гору, с горы она скатится сама при малом руководстве. Мой труд, мой памятник налицо: сохраненная, снабженная всем необходимым армия, а перед ней расстроенный, упавший духом противник».
Воссоздание скульптурной композиции осуществил петербургский скульптор, ученик Михаила Аникушина Алексей Мурзин. Лицо было сделано с посмертного (1829 г.) портрета Барклая-де-Толли из Военной галереи Зимнего дворца кисти Джорджа Доу. Лицо и руки полководца вылепил коллега Алексея Мурзина Иван Корнеев. В сравнении с оригиналом памятника, который был «югендстильно „зализан“», Мурзин и Корнеев сделали копию в технике, которую Аникушин называл «трепетной лепкой»: на поверхности остаются следы пальцев скульптора.
С подачи историка Феликса Талберга было сделано ещё одно отступление от оригинала: в расположении орденов на груди полководца, среди которых после второго по старшинству сразу шёл четвертый. Ныне эта ошибка столетней давности исправлена.
Бригада литейщиков под руководством Дениса Гочияева изготовила фигуру массой в 1,8 тонны к дню рождения Барклая — 23 декабря.
Для оценки работы Евгений Гомберг во время создания скульптуры пригласил в петербургскую мастерскую скульптора авторитетных специалистов. Модель в глине в натуральную величину осматривали искусствовед, бессменный руководитель Совета по памятникам Рижской Думы Ояр Спаритис, скульптор Арта Думпе, один из авторов Саласпилсского мемориала скульптор Олег Скарайнис, и петербуржцы — Марина Дмитревская, ведущий театральный критик России, и писатель Даниил Гранин. Все они одобрили новую трактовку образа полководца.
До наших дней сохранился пьедестал памятника из светло-серого гранита, который всё это время располагался на своём историческом месте — в маленьком цветочном сквере на Эспланаде, между православным Христорождественским собором и улицей Элизабетес. В ходе восстановительных работ пьедестал был обновлён латвийским мастером-камнерезом Иварсом Фелдбергсом.
Церемония открытия копии памятника состоялась 2 июля 2002 года. В соответствии с решением Рижской думы он был установлен «временно», на полугодичный срок — до 31 декабря 2002 года. Его дальнейшее существование зависело от количества положительных комментариев в специальной книге отзывов жителей Риги и гостей. Против установки памятника публично высказались некоторые высокопоставленные лица государства, в том числе президент Латвии Вайра Вике-Фрейберга: «Садовые гномы, фламинго, любые военачальники, да вообще кто угодно — всякий человек волен устанавливать их скульптурные изображения на своей земле или у себя дома». В 2006 году эта цитата из Вике-Фрейберги не без иронического подтекста была отражена на латышском и английском языках на памятной табличке на постаменте копии памятника Золотому рыцарю во внутреннем дворе здания по улице Вальню, 3, который тогда принадлежал Евгению Гомбергу (в 2022 г. перевезен в Юрмалу).
17 декабря 2002 года Рижская дума приняла окончательное решение — оставить скульптуру на постоянной основе.
10 октября 2024 года Комитет по финансовым и административным вопросам Рижской думы принял решение демонтировать несколько памятников, включая монумент русскому военачальнику и государственному деятелю, генерал-фельдмаршалу Михаилу Барклаю де Толли (1761-1818). Инициатором сноса памятника стал вице-мэр Риги Эдвард Ратниекс. Он назвал памятник "знаком прославления Российской империи и восхваления русификации". Помимо монумента русскому военачальнику, в пакет на демонтаж вошли памятники латышским советским писателям Андрею Упитису и Судрабу Эджусу, а также мемориал защитникам острова Луцавсала, установленный в честь 400 российских гренадеров сторожевого отряда армейского корпуса князя Репнина, геройски погибших в июле 1701 года в одном из эпизодов прибалтийской кампании Северной войны .
Памятник Барклаю-де-Толли был освящён митрополитом Риги и всея Латвии Александром.
На двух пластинах у подножия постамента на латышском, английском и русском языках выгравирована следующая информация:
На лицевой стороне:
Генерал-фельдмаршал Князь Михаил Барклай-де-Толли

Скульптор Вильгельм Вандшнейдер. Берлин.

Установлен 13 октября 1913 года.
На тыльной стороне:
Бронзовая скульптура утрачена во время I мировой войны.

Восстановлена в 2002 году.

Скульпторы Алексей Мурзин, Иван Корнеев

литейщик Денис Гочияев (Санкт-Петербург).

Подарена городу Риге Евгением Гомбергом

## Демонтаж в 2024 году
13 ноября 2023 года Рижский совет по памятникам не поддержал демонтаж памятника российскому полководцу Барклаю де Толли.
13 октября 2024 года в Риге прошла акция протеста против плана Рижской думы снести памятник . Однако уже 17 октября Рижская дума приняла решение демонтировать памятник Барклаю де Толли.
В ночь на четверг, 31 октября 2024 года, в Риге на Эспланаде была демонтирована статуя русского полководца Михаила Барклая де Толли.
Управление национального культурного наследия Латвии не возражало против переноса памятника, так как он не является охраняемым государством памятником культуры. В то же время он имеет культурную и историческую ценность, поэтому уничтожение постамента недопустимо.
Статую после демонтажа памятник планируется вернуть предпринимателю и меценату Евгению Гомбергу.